# Sorrentói-félsziget
A Sorrentói-félsziget (olaszul: penisola sorrentina) Olaszország déli részén, Campania régióban található. Északnyugatról a Nápolyi-öböl, míg délkeletről a Salernói-öböl határolja. Legnyugatibb pontja a Campanella-fok, ettől nyugatra fekszik Capri szigete. A félszigetet teljes hosszában átszeli a Lattari-hegység. Déli partvonala meredek, szurdokvölgyek tagolják, amelyeket a bő vízű hegyi patakok alakítottak ki. Ennek a partszakasznak a neve Amalfi-part (a part legnagyobb városa után). Északon a partvonal laposabb, legnagyobb települései Sorrento és Castellammare di Stabia. 
A félsziget az egyik leglátogatottabb turistacélpont Olaszországban, úgy természeti szépségei, mint gazdag történelmi-kulturális öröksége miatt. Az Amalfi-part 1997 óta az UNESCO világörökség részét képezi.